# Cegléd

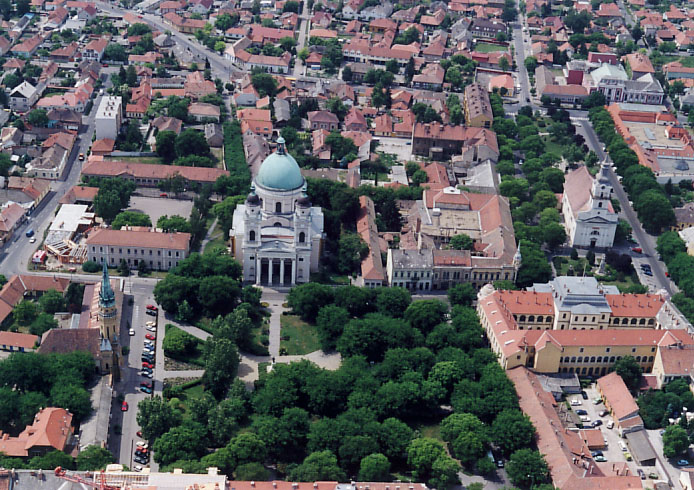
Kościół w Ceglédzie

Cegléd – miasto na Węgrzech, w komitacie Pest, siedziba powiatu Cegléd. Jest położone na Wielkiej Nizinie Węgierskiej, na północ od Kecskemétu i około 70 km od Budapesztu. Posiada kąpielisko termalne.

## Historia
W 1514 roku tutaj przywódca powstania ludowego György Dózsa wygłosił przemówienie do chłopów. W okresie Wiosny Ludów działał tu Lajos Kossuth.

## Zabytki i muzea
- Muzeum Lajosa Kossutha
- Kościół z XIX wieku

## Gospodarka
- zakłady przetwórstwa spożywczego
- cegielnie

## Miasta partnerskie
- Plauen, Niemcy
- Mühldorf am Inn, Niemcy
- Miercurea-Ciuc, Rumunia
- Gheorgheni, Rumunia
- Sfântu Gheorghe, Rumunia
- Vlăhiţa, Rumunia
- Odorheiu Secuiesc, Rumunia
- Vasvár, Węgry